# NGC 6789
NGC 6789  ist eine irreguläre Zwerggalaxie vom Hubble-Typ Im im Sternbild Drache am Nordsternhimmel, die schätzungsweise 3 Millionen Lichtjahre von der Milchstraße entfernt ist.
Das Objekt wurde am 30. August 1883 von Lewis A. Swift mit seinem 16-Zoll-Teleskop entdeckt und später von Johan Dreyer in seinen New General Catalogue aufgenommen.